# Ясуни
Ясуни (исп. Parque nacional Yasuní) — национальный парк и биосферный резерват в Эквадоре, крупнейший из 11 национальных парков страны.

## География, описание
Национальный парк Ясуни расположен в восточной части страны на границе с Перу в провинциях Орельяна и Пастаса. Ограничен реками Напо и Курарай. Образован 26 июля 1979 года, в 1989 году получил от ЮНЕСКО статус биосферного резервата. Занимает площадь 9820 км² (по состоянию на 2004 год); является домом для индейцев племени ваорани и для двух «неконтактных народов»: тагаери и тароменане.

## Флора и фауна
Национальный парк Ясуни обладает огромным биоразнообразием: в парке обитают 111 видов амфибий, 121 вид рептилий, 382 вида рыб (больше чем во всей реке Миссисипи), 653 видов птиц, 117 видов летучих мышей. Занимая менее 0,15 % от площади бассейна Амазонки, в Ясуни живёт около трети всех видов амфибий, рептилий и птиц этой реки; на одном гектаре парка можно встретить более 100 000 видов насекомых (больше, чем во всей Северной Америке). В парке описаны почти 4000 видов сосудистых растений. Эндемиками национального парка Ясуни являются 43 вида позвоночных (самый известный представитель — летучая мышь Lophostoma yasuni, описанная в 2004 году) и 220—720 видов растений.

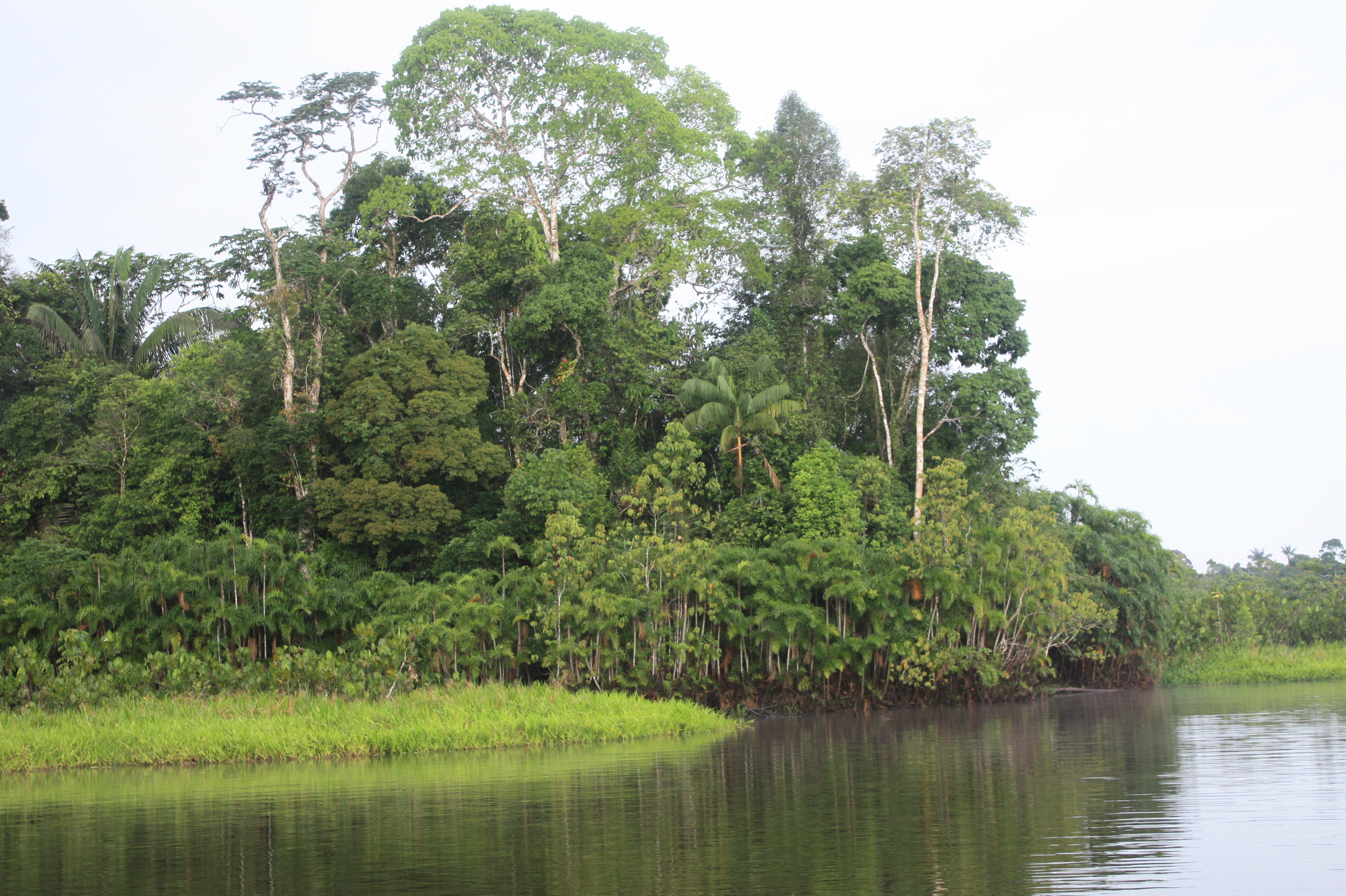
Амазонская сельва в парке Ясуни

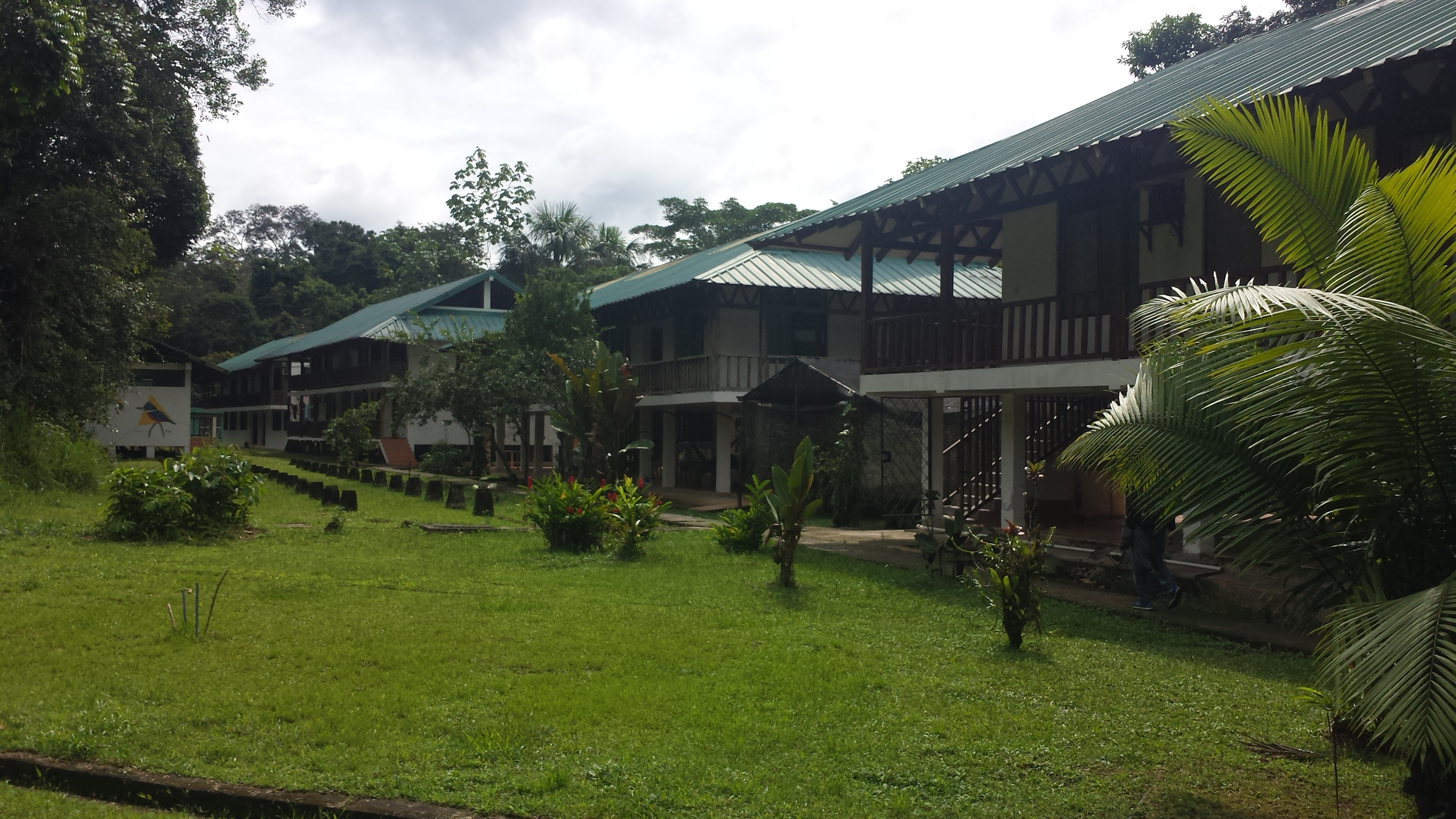
Научно-исследовательская станция в парке

## Нефть
На территории национального парка Ясуни разведаны запасы нефти примерно в 800 миллионов баррелей — около 20 % нефти страны. С целью сохранения парка к неиспользованию этих запасов в 2005 году призывали такие известные учёные как Джейн Гудолл, Эдвард Уилсон и Стюарт Пимм. В ответ на это обращение президент Эквадора Рафаэль Корреа в 2007 году запустил программу Yasuní-ITT Initiative, направленную на поддержание просьбы экологов, её официально поддержали такие известные люди как Леонардо Ди Каприо, Эдвард Нортон, Альберт Гор и Стинг с супругой.
Тем не менее, в августе 2013 года президент Корреа отказался от этой инициативы и издал указ, разрешающий добычу нефти в парке Ясуни, заявив, что работы затронут менее 1 % от площади охраняемой территории. Это его решение встретило жёсткое неодобрение учёных-экологов и коренного населения региона.
20 августа 2023 года одновременно со всеобщими выборами в Эквадоре прошел референдум о запрете добычи нефти в национальном парке.